# Niederlausitzer Eisenbahn
Niederlausitzer Eisenbahn (NLE) er en 113 km lang enkeltsporet jernbane, som løber fra jernbaneknudepunktet i Falkenberg ved Elster i det sydøstlige Brandenburg gennem Niederlausitz-området til Beeskow. Der møder den strækningen Königs Wusterhausen-Grunow, som fører videre til Frankfurt (Oder). Den krydser landkreisene Elbe-Elster, Dahme-Spreewald og Oder-Spree.
Regelmæssig passagertransport ophørte i 1990'erne. I dag bruges kun nogle sektioner af linjen stadig til godstransport for at betjene flere sidespor og til specialtog. 